# Edificio Knöhr
El edificio Juan Knöhr Hijos, conocido simplemente como edificio Knöhr, es un inmueble ubicado en la ciudad de San José, Costa Rica. Se encuentra localizado sobre la avenida Central, en su intersección con calle 1. Su construcción data de 1914, por encargo del comerciante alemán Juan Knöhr, con el propósito inicial de funcionar como almacén para la venta de abarrotes y materiales importados. Es una de las edificaciones de la capital costarricense que conserva su arquitectura de corte historicista neoclásico, con elementos decorativos de origen italiano y una estructura de acero laminado en caliente y concreto armado, que fue una innovación en la época de su construcción. Su edificación representó la consolidación de la economía nacional liderada por inmigrantes alemanes desde 1840. Por su valor y gran belleza arquitectónica, fue declarado patrimonio histórico-arquitectónico y cultural de Costa Rica.
Su construcción se le acredita a la empresa constructora Pury Engineering y los elementos metálicos fueron hechos por Humboldt Verbe, de Colonia, Alemania. Presenta una bóveda de concreto armado la cual se ventila en su contorno por medio de celosías metálicas que se abren o cierran a través de mecanismos manuales. Presenta un estilo neoclásico.
En su última restauración en 1900 realizada por Jorge Cotera y Adela Cavaría, se redescubrió su fachada y el edificio recuperó validez estética y contextual. (C.R. Guía de Arquitectura y Paisaje). 1

## ¿Quién era Juan Knöhr?
Arribó a Costa Rica en la década de los cincuenta, dedicándose al comercio importador. Juan Knöhr e hijos se llamaba la empresa por él fundada que llegó a ser por varias décadas la casa comercial más poderosa del país. Por medio de sus lazos con Hamburgo, su tierra natal, vendrían varios alemanes, entre ellos, Wilhelm Steinvorth, posteriormente Walter y Otto Steinvorth, Otto Hübbe, Víctor Fabian, Fritz Reimers, quienes también se dedicaron al comercio. La familia Knöhr además de dedicarse al comercio mayorista, invirtió en el café, figurando como productora y exportadora.
En 1994 pertenecía a la familia Feoli. Fue declarado patrimonio histórico arquitectónico el 19 de mayo de 2000.